# 아산시

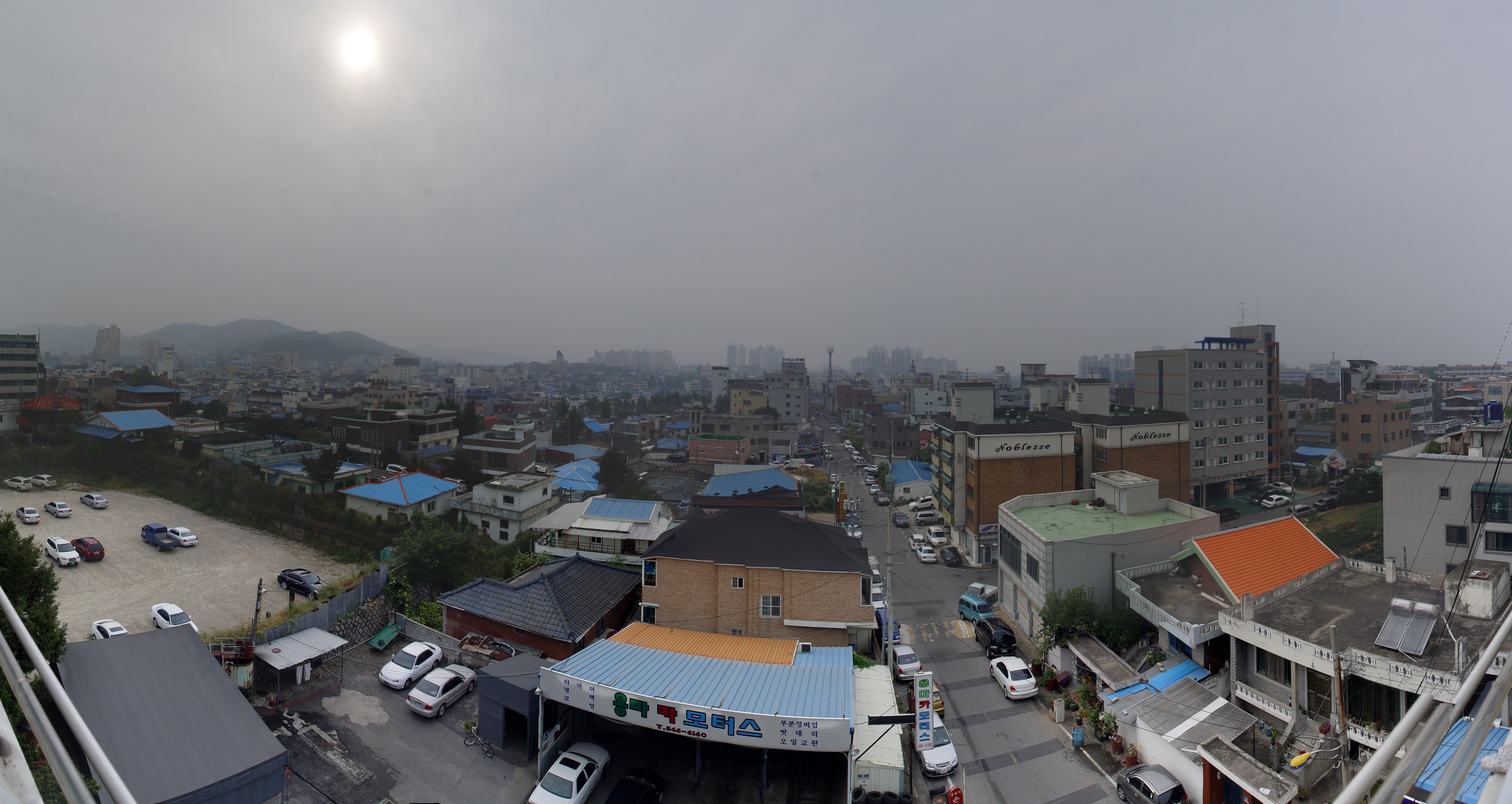
아산시의 파노라마

아산시(牙山市)는 대한민국 충청남도 북부에 있는 시이다. 동쪽으로 천안시, 서쪽으로 당진시와 예산군, 남쪽으로 공주시, 북쪽으로는 아산만을 경계로 경기도 평택시와 접한다.
1995년 온양시와 아산군이 통합되어 도농복합시가 되었다. 시청 소재지인 온양을 중심으로 도심을 형성하고 있다. 행정구역은 2읍 9면 6동이다.
장항선 철도가 지나며 신창역은 수도권 전철 1호선(경부-장항)의 종점이다. 배방읍 장재리에 있는 천안아산역 주변으로 신도시가 건설 중이다.

## 역사
| Daedongyeojido (Gyujanggak) 14-06.jpg | Daedongyeojido (Gyujanggak) 14-05.jpg |
| Daedongyeojido (Gyujanggak) 15-05.jpg | Daedongyeojido (Gyujanggak) 15-04.jpg |

- 삼한 시대 : 마한의 염로국 지역
- 백제 시대 : 탕정군(舊 온양군), 아술현(舊 아산군), 굴직현(舊 신창군)이 있었다.
- 고구려 시대 : 고구려 전성기시절 장수왕 남하정책으로 고구려 영토로 정복되었다.
- 고려 시대 : 온수군, 인주현, 신창현이 되었다.
- 조선 시대 : 온양군, 아산현, 신창현이 되었다.
- 1914년 4월 1일 : 온양군(현 온양1~6동·배방읍·송악면·탕정면), 아산군(현 염치읍·음봉면·둔포면·영인면·인주면), 신창군(현 선장면·도고면·신창면)이 아산군으로 통합되었다.
- 1917년 9월 25일 : 초정면을 선장면으로, 학성면을 신창면으로 개칭하였다.
- 1941년 10월 1일 : 아산군 온양면이 온양읍으로 승격되었다.
- 1973년 7월 1일 : 탕정면 모종리, 권곡리를 온양읍에 편입되었다.
- 1983년 2월 15일 : 배방면 남리, 탕정면 신리. 신창면 점량리, 신창면 득산리, 신창면 실옥리를 온양읍에 편입되었다.
- 1986년 1월 1일 : 온양읍이 온양시로 승격되어 아산군에서 분리되었다.
- 1987년 1월 1일 : 배방면 공수리 일부지역이 온양시에 편입되었고, 탕정면 구령리 지역이 배방면에 편입되었다.
- 1990년 4월 1일 : 염치면이 염치읍으로 승격되었다.
- 1995년 1월 1일 : 온양시와 아산군을 통합하여 도농복합시인 아산시가 설치되었다.[3] (1읍 10면)
- 2003년 9월 1일 : 아산시의 행정동 명칭이 다음과 같이 바뀌었다.

| 아산시 조례 | 아산시 조례 | 아산시 조례                          |
| 구 행정구역 | 신 행정구역 | 법정동                               |
| ----------- | ----------- | ------------------------------------ |
| 온양온천1동 | 온양1동     | 온천동                               |
| 온양온천2동 | 온양2동     | 온천동                               |
| 권곡동      | 온양3동     | 권곡동, 모종동, 신동                 |
| 신정동      | 온양4동     | 방축동, 득산동, 배미동, 점량동       |
| 용화동      | 온양5동     | 용화동, 신인동, 초사동, 기산동       |
| 온주동      | 온양6동     | 풍기동, 읍내동, 장존동, 남동, 좌부동 |
- 2009년 5월 1일 : 배방면이 배방읍으로 승격하였다.(2읍 9면 6동)
- 2025년 6월 7일 : 천안시 동남구 신방동 일부, 아산시 배방읍 휴대리 일부를 교환하였다.

북쪽은 차령산맥의 여맥에 속하는 낮은 구릉성 산지를 이루고, 남쪽의 산지에서 발원하는 곡교천이 서류하여 그 유역이 평야를 형성하며, 삽교천에서 통합하여 아산만에 유입한다. 남쪽에 광덕산과 북쪽에는 영인산으로 둘러싸고 있으며, 남고북저의 지형으로 중앙이 낮고 평평한 평야가 전개되고 있다.
동쪽으로 천안시, 서쪽으로 예산군, 남쪽으로 공주시와 인접하고, 북쪽으로는 아산만을 경계로 경기도 평택시와 도의 경계를 이룬다.

## 지명 유래
고대에 오늘날 아산시 북부에 위치한 지역 아술(牙述)은 '어금니 수리(봉우리)'라는 뜻으로, 첫음절은 훈차, 뒷음절은 음차되었다. 신라 시대 때, 경덕왕의 지명 한화 정책으로 아술(牙述)현은 음봉(陰峯)현으로 개칭되었다. 어두을 음(陰)의 중고 한어 재구음은 "ʔˠiɪm"으로, "어금"과 음상사한다.
고려 시대 때 음봉현은 인주(仁州)현으로 개칭되었다가(오늘날 인주면으로 남았다), 현종 9년(1018년)에 아주(牙州)현으로 개칭되었다. 조선 시대에, 주(州)로 끝나는 고려 시대 지명을 산(山)이나 천(川) 등으로 개칭하게 되는데,
조선 시대 태종 13년(1413년)에 아주(牙州)현이 아산(牙山)현으로 개칭된 것이 지명의 유래이다.

## 행정 구역
아산시의 행정 구역은 2읍 9면 6행정동으로 구성되어 있다. 면적은 542.15 km2이고, 인구는 2019년 12월 말 주민등록 기준으로 333,046명, 124,223 가구다.

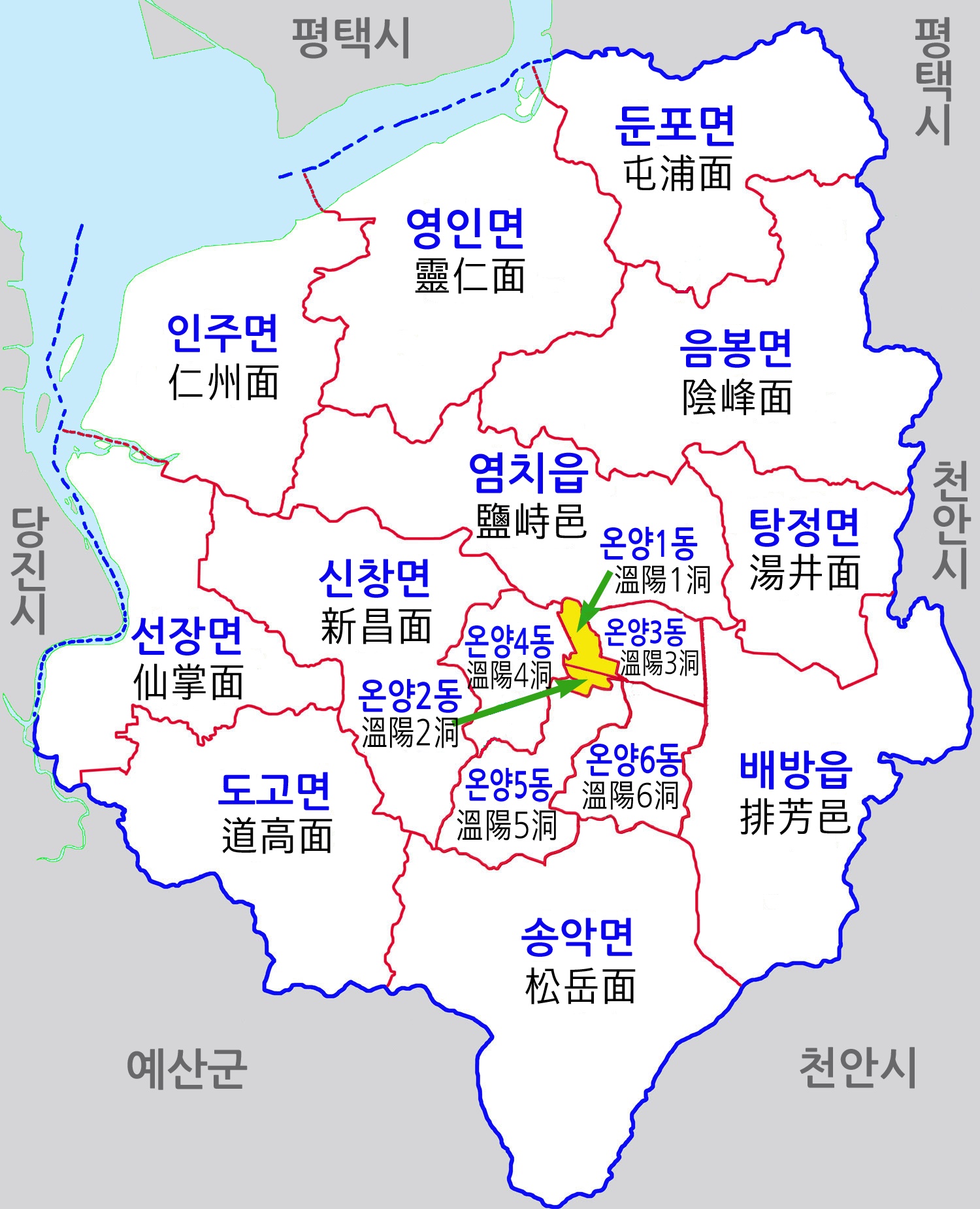

| 읍·면·행정동 | 한자    | 인구    | 세대    | 면적 (km2) |
| ------------ | ------- | ------- | ------- | ---------- |
| 염치읍       | 鹽峙邑  | 7,449   | 3,294   | 42.11      |
| 배방읍       | 排芳邑  | 66,087  | 25,404  | 49.65      |
| 송악면       | 松岳面  | 4,239   | 1,834   | 61.2       |
| 탕정면       | 湯井面  | 22,036  | 9,281   | 24.21      |
| 음봉면       | 陰峰面  | 20,503  | 8,632   | 59.02      |
| 둔포면       | 屯浦面  | 13,588  | 6,458   | 41.22      |
| 영인면       | 靈仁面  | 6,143   | 2,835   | 56.28      |
| 인주면       | 仁州面  | 7,701   | 3,824   | 44.98      |
| 선장면       | 仙掌面  | 3,567   | 1,699   | 37.66      |
| 도고면       | 道高面  | 4,790   | 2,271   | 43.84      |
| 신창면       | 新昌面  | 22,883  | 9,913   | 39.69      |
| 온양1동      | 溫陽1洞 | 8,275   | 3,852   | 1.44       |
| 온양2동      | 溫陽2洞 | 8,113   | 3,592   | 0.76       |
| 온양3동      | 溫陽3洞 | 32,479  | 11,922  | 6.27       |
| 온양4동      | 溫陽4洞 | 20,308  | 7,742   | 10.06      |
| 온양5동      | 溫陽5洞 | 28,094  | 11,113  | 13.01      |
| 온양6동      | 溫陽6洞 | 26,674  | 10,620  | 10.75      |
| 총계         | 총계    | 326,153 | 124,223 | 542.15     |

* 인구·세대는 2016년 12월 31일 주민등록 기준

## 정치

### 역대 시장
| 이름   | 재임기간                             |
| ------ | ------------------------------------ |
| 이길영 | 1995.07.01 ~ 1998.06.30 (3년)        |
| 이길영 | 1998.07.01 ~ 2002.05.01 (3년 10개월) |
| 강희복 | 2002.07.01 ~ 2006.06.30 (4년)        |
| 강희복 | 2006.07.01 ~ 2010.06.30 (4년)        |
| 복기왕 | 2010.07.01 ~ 2014.06.30 (4년)        |
| 복기왕 | 2014.07.01 ~ 2018.02.07 (3년 7개월)  |
| 오세현 | 2018.07.01 ~ 2022.06.30 (4년)        |
| 박경귀 | 2022.07.01 ~ 2024.10.08. (2년 3개월) |

## 문화·관광
- 온양온천

온양온천은 온천동 일원에 위치한, 한국에서 가장 오래된 온천이다. 1,300여 년 전 백제 때에는 탕정군, 신라 때에는 탕정주, 고려시대 때에는 온수군으로 지칭되었다. 1442년, 세종대왕이 온양온천 행차시 온양군으로 개칭된 후 줄곧 온양으로 불리었다. 특히 조선시대에는 1443년 세종대왕 15년 정월에 안질 치료차 행행한 후 현종·숙종·영조·정조 등 여러 왕이 온궁을 짓고 휴양이나 병의 치료차 머물고 돌아간 사례가 많아 다수의 관련 유적들이 남아 있으며 흥선대원군도 이곳에 욕실을 설비하였던 일이 있다.
- 아산온천

아산온천은 영인면과 음봉면 일대에 자리한 온천으로 온천테마파크 아산스파비스가 위치해 있다.
- 도고온천

도고온천은 도고면에 위치한 온천이다.
- 현충사

아산시 염치읍 백암리에 있는 충무공 이순신 장군의 영정을 모신 사당이다. 별칭으로 '아산 이충무공 유허'(牙山 李忠武公 遺虛)라고도 한다. 이순신이 성장하여 무과급제 할 때까지 살던 곳으로 충무공이 1598년 노량해전에서 순국한지 108년 후인 1706년 조선 숙종 32년 이곳에 그의 얼을 기리기 위하여 사당을 세웠으며, 1707년 숙종이 친히 ‘현충사’란 이름을 내렸다. 1932년 일제강점기에 이충무공 유적 보존회가 결성되어 사당을 중건하였고 1945년 해방 후 매년 4월 28일에 충무공 탄신기념제전을 올려 추모해 왔다. 1966년에는 이곳을 성역화하고 현충사를 중건하였으며, 1974년 종합적인 조경공사를 시행하여 오늘의 경관을 갖추게 되었다. 또한 정부는 이곳을 사적 제155호로 인근 아산시 음봉면 어라산에 있는 충무공의 묘소를 사적 112호로 지정하여 관리하고 있다. 본전 내에는 이순신 장군의 영정이 있으며 유물관에는 일생기록인 십경도와 국보 76호인 《난중일기》 보물326호 장검 등이 전시되어 있으며 이충무공이 살던 옛집, 활터, 정려 등이 경내에 있다.
- 영인산

영인산(靈仁山)은 충청남도 아산시 영인면에 있는 산이며 영인산 자연휴양림이 있어 시민들에게 휴식 및 관람을 할 수 있도록 했다.
- 외암마을

충청남도 아산시 송악면 외암리에 위치한 민속 마을이다. 500년전에 강씨와 목씨 등이 정착하여 마을을 이루었다고 전하며, 현재 이 마을에는 영암댁·참판댁·송화댁 등의 양반주택과 50여 가구의 초가 등 크고 작은 옛집들이 상당부분 원래모습을 유지하고 있어 당시 생활상을 엿볼 수 있다.
- 곡교천은행나무길

곡교천 은행나무길은 염치읍 백암리에 위치하고 있으며, "전국의 아름다운 10대 가로수길"에 선정이 되기도 하였다. 여름에는 시원한 그늘이 시민들의 휴식처가 되고 가을에는 은행나무의 잎사귀가 노란 빛을 낸다.
- 세계꽃식물원

세계꽃식물원은 아산시 도고면 봉농리 576번지에 위치하고 있으며, 4계절 내내 여러 종류의 꽃과 식물을 관람할 수 있다.
- 아산 지중해마을

지중해 마을은 충청남도 아산시 탕정면에 위치하고 있다. 처음에는 포도밭이었으나 산업 단지가 생겨나면서 새로운 마을로 조성되었다. 그리스 산토리니의 하얀 벽과 푸른 지붕이 고스란히 남아 있으며 유럽 건축 양식을 바탕으로 이국적인 풍경을 연출하고 있다.

## 산업

### 지역별 총생산
아산시의 2016년 지역 내 총 생산은 79조 8,194억원으로 충청남도 지역 내 총 생산의 26.6%를 차지하고 있다. 이 중 농림어업(1차 산업)은 3,830억원으로 비중이 제일 낮고 광업 및 제조업(2차 산업)은 74조 3,677억원으로 76.8%의 비중으로 차지하고 상업 및 서비스업(3차 산업)은 8조 9,776억원으로 12.2%의 비중을 차지한다. 3차 산업 부문에서는 대기업 및 중견기업의 제조공장들이 공업단지로 형성되면서 건설업(4.3%)과 전기, 가스, 증기 및 수도사업(1.0%), 교육서비스업(0.7%)과 도소매업(0.7%)이 큰 비중을 차지하고 있다.

### 산업별 종사자 현황
2014년 아산시의 산업의 총 종사자 수는 146,476명으로 충청남도 총 종사자 수의 18.0%를 차지하고 있다. 이중 농업 임업 및 어업(1차 산업)은 241명으로 비중이 낮고 광업 및 제조업(2차 산업)은 82,643명으로 56.4%의 비중으로 차지하고 상업 및 서비스(3차 산업)은 63,540명으로 43.4%의 비중을 차지한다. 2차 산업은 충청남도 전체의 비중(32.8%)보다 높고 3차 산업은 충청남도 전체비중(66.7%)보다 낮다. 3차 산업 부문에서는 숙박 및 음식점업(7.8%), 도소매업(7.5%)과 교육 서비스업(6.3%), 보건업 및 사회복지서비스업(4.8%)이 큰 비중을 차지하고 있다.

### 상주인구와 주간인구
아산시의 2019년 기준 상주인구는 331,622명이고 주간인구는 304,744명으로 주간인구지수가 112로 높다. 통근으로 인한 유입인구는 37,858명, 유출인구는 15,104명이고, 통학으로 인한 유입인구는 13,510명, 유출인구는 2,505명으로 전체 유입인구가 33,759명 더 많은데 이는 아산시와 수도권 사이의 교통이 발달하였고 많은 사업체가 이전해왔기 때문이다.

## 경제

### 제조업
- 탕정산업단지
  - 삼성디스플레이 아산캠퍼스
  - 코닝정밀소재 아산사업장
- 삼성전자 나노시티 온양캠퍼스
- 인주산업단지
  - 현대자동차 아산공장
  - 현대글로비스 아산KD센터
- 신도리코 아산공장
- 크라운제과 아산공장
- 농심 아산공장
- 락앤락 아산공장
- 동원F&B 아산공장
- 동원홈푸드 아산공장
- KCC글라스 아산공장
- 현대모비스 아산공장

### 상업

#### 재래시장
- 온양온천 전통시장 (온천동)
- 아산상설시장 (온천동)
- 온양온천역 5일장(4,9일)

#### 대형마트
- 이마트 아산점 (풍기동)
- 트레이더스 홀세일클럽 천안아산점 (배방읍)
- 롯데마트 아산터미널점 (모종동)

## 교통

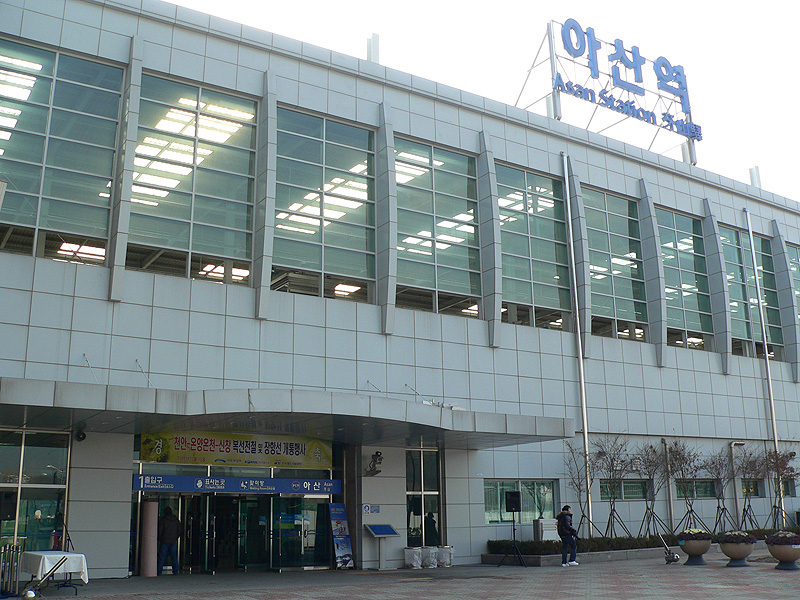
수도권 전철 1호선, 장항선 아산역

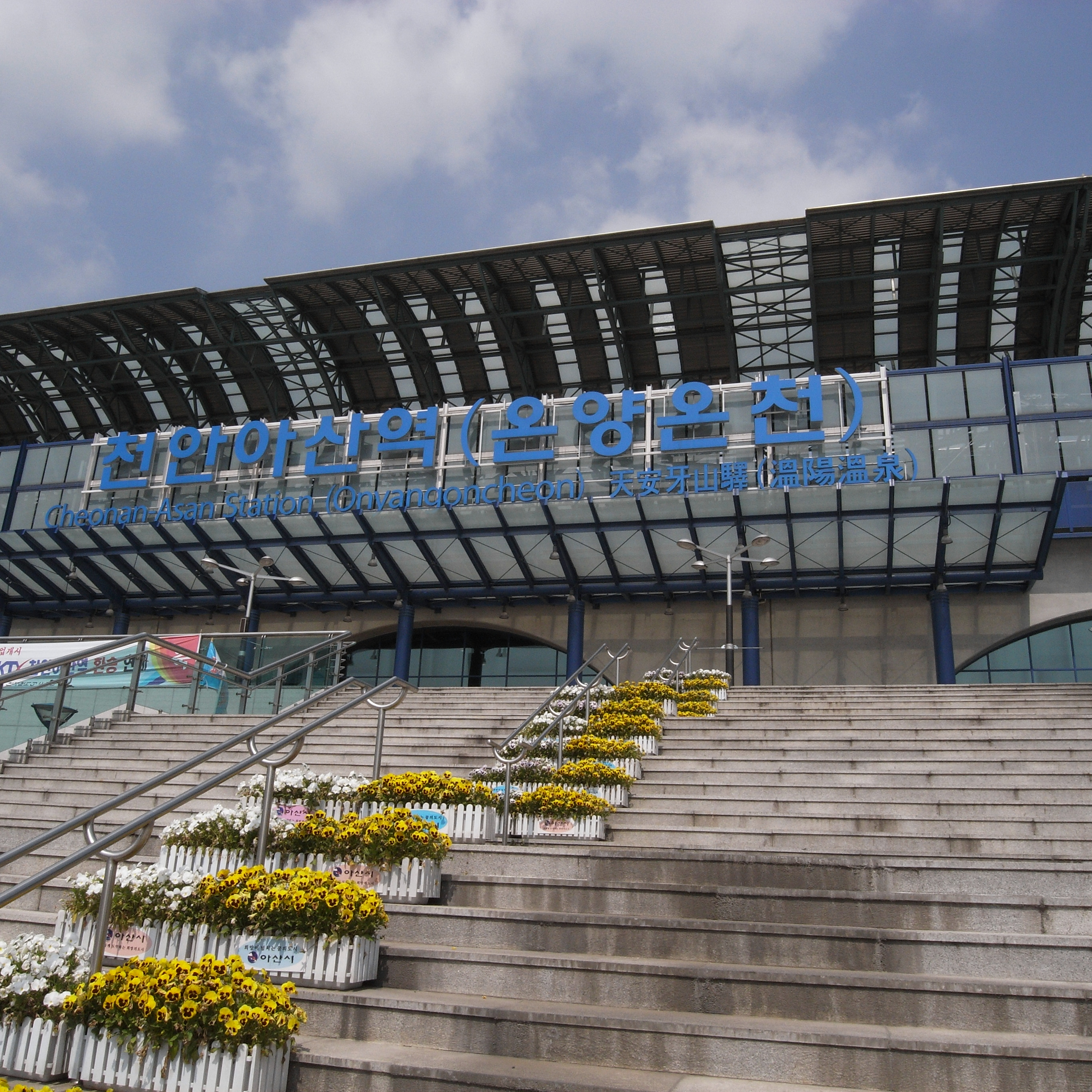
KTX, SRT 천안아산역(온양온천)

### 철도
철도망으로는 장항선과 경부고속선이 아산시를 통과하고 있다.
- 경부고속철도·호남고속철도
  - KTX
    - (광명역) - 천안아산역(온양온천) - (오송역)

  - SRT
    - (평택지제역) - 천안아산역(온양온천) - (오송역)
- 서해선
  - (경기도 평택시) ← 인주역 → (당진시)
- 장항선 (경부선·호남선·전라선을 이용하려면 천안역으로 가야 한다.)(● 수도권 전철 1호선은 신창역까지 운행)
  - (천안시) - 아산역 - 탕정역[11] - 배방역[11] - 온양온천역 - 신창역 - 도고온천역 - (예산군)
    - ● 수도권 전철 1호선
      - (천안시) - 아산역 - 탕정역 - 배방역 - 온양온천역 - 신창역 (시종착역)

### 도로
- 고속도로
  - 17호선 익산평택고속도로

(충청남도 예산군) ← 영인 나들목 → (경기도 평택시)

- - 32호선 당진청주고속도로

아산 나들목 - 아산현충사 나들목 → (충청남도 천안시)

- 당진청주고속도로
- 익산평택고속도로
- 국도 제21호선
- 국도 제34호선
- 국도 제38호선
- 국도 제39호선
- 국도 제43호선
- 국도 제45호선
- 국도 제77호선
- 국가지원지방도 제70호선
- 지방도 제616호선
- 지방도 제623호선
- 지방도 제624호선
- 지방도 제628호선
- 지방도 제645호선

### 대중 교통
- 시내버스(온양교통, 아산여객, 아산시시설관리공단(공영버스))
- 시외버스(아산시외버스터미널, 배방환승정류장, 봉강교정류장, 신창시외버스정류장)
- 고속버스(아산고속버스터미널, 배방환승정류장, 봉강교정류장, 천안아산역정류장)

## 스포츠

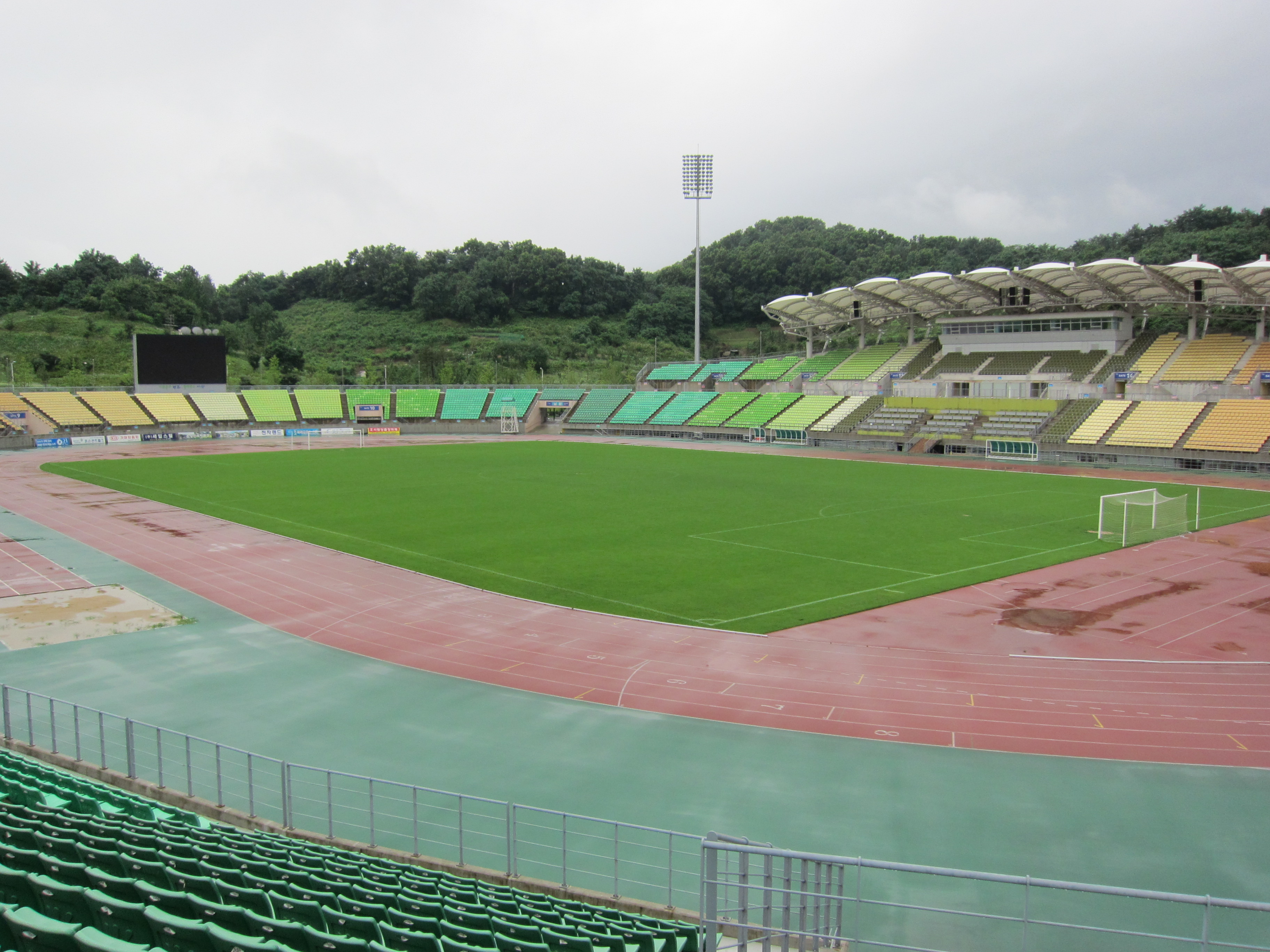
이순신종합운동장 트랙 전경

- WKBL - 아산 우리은행 우리WON (이순신빙상장실내체육관)
- K리그2 - 충남 아산 FC (이순신종합운동장)
- 2013년 제94회 전국동계체육대회 - 피겨스케이팅
- 2014년 제95회 전국동계체육대회 - 피겨스케이팅
- 2016년 제97회 전국체육대회 - 주요개최도시
- 2016년 제36회 전국장애인체육대회 - 주요개최도시

## 주요 기관
- 아산시청 (온천동)
- 대전지방법원 천안지원 아산시법원 (용화동)
- 충청남도아산교육지원청 (실옥동)
- 아산경찰서 (풍기동)
- 아산소방서 (모종동)
- 아산세무서 (배방읍)
- 아산우체국 (온천동)
- 한국수자원공사 아산권관리단 (영인면)
- 한국농어촌공사 아산천안지사 (모종동)
- 한국국토정보공사 아산출장소 (권곡동)
- 국민연금공단 대전지역본부 아산지사(온천동)
- 국민건강보험공단 아산지사(모종동)
- KT 아산지점(권곡동)
- KT&G 아산지점 (권곡동)
- 한국전력공사 아산지사(권곡동)

## 교육기관

### 국립특수대학교
- 경찰대학

### 대학교
- 순천향대학교
- 선문대학교 아산캠퍼스
- 호서대학교 아산캠퍼스
- 한국폴리텍Ⅳ대학 아산캠퍼스
- 유원대학교 아산캠퍼스

### 고등학교
- 아산스마트팩토리마이스터고등학교
- 아산고등학교
- 온양고등학교
- 온양여자고등학교
- 온양용화고등학교
- 온양한올고등학교
- 충남외국어고등학교
- 설화고등학교
- 충남삼성고등학교
- 배방고등학교
- 이순신고등학교

### 중학교
- 도고중학교
- 모산중학교
- 선도중학교
- 설화중학교
- 송남중학교
- 신창중학교
- 아산배방중학교
- 아산테크노중학교
- 영인중학교
- 온양신정중학교
- 온양여자중학교
- 온양용화중학교
- 온양중학교
- 음봉중학교
- 인주중학교
- 탕정중학교
- 둔포중학교
- 아산중학교
- 온양한올중학교

## 자매결연 도시
- 대한민국 경상남도 진주시 (2004년)
- 대한민국 서울특별시 서대문구 (2005년)
- 대한민국 경기도 여주시 (2005년)
- 대한민국 경기도 성남시 (2007년)
- 대한민국 전북특별자치도 남원시 (2007년)
- 대한민국 전라남도 여수시 (2009년)
- 대한민국 경기도 고양시 (2019년)
- 헝가리 보르쇼드어버우이젬플렌주 미슈콜츠 (2011년)
- 중국 광둥성 둥광시 (2012년)
- 말레이시아 슬랑오르주 프탈링자야 (2015년)
- 베트남 닌빈성 (2016년)
- 자매결연함 : 충무공이순신함 (2005년)

### 우호교류도시
- 대한민국 서울특별시 (2017년)
- 미국 미시간주 랜싱 (2006년)
- 케냐 니안자주 키수무 (2012년)
- 중국 산둥성 웨이팡시 (2013년)

## 같이 보기
- 천안아산